# Łobcza (obwód brzeski)
Łobcza (biał. Лобча; ros. Лобча) – agromiasteczko na Białorusi, w obwodzie brzeskim, w rejonie łuninieckim, w sielsowiecie Łunin, przy drodze republikańskiej .
Znajduje tu się przystanek kolejowy Łobcza, położony linii Homel – Łuniniec – Żabinka.

## Historia i toponim
W XIX-wiecznym Słowniku geograficznym Królestwa Polskiego wieś wymieniana jest pod nazwą Łobcza. W źródłach z okresu międzywojnia miejscowość występuje pod nazwą Łowcza. Taką nazwę nosi, również obecnie, położona w pobliżu stacja kolejowa Łowcza.
W dwudziestoleciu międzywojennym leżała w Polsce, w województwie poleskim, w powiecie łuninieckim, do 18 kwietnia 1928 w gminie Łunin, następnie w gminie Łuniniec. Po II wojnie światowej w granicach Związku Sowieckiego. Od 1991 w niepodległej Białorusi.